# Hội Nhà văn Khmer
Hội Nhà văn Khmer (KWA) (tiếng Anh: Khmer Writers' Association hoặc Association of Khmer Writers; Association of Cambodian Writers hoặc Association des Ecrivains Khmers) được thành lập vào năm 1954 hoặc năm 1956 và được tái thành lập vào năm 1993 theo kiểu một tổ chức phi chính phủ. Trước đây địa chỉ cũ nằm ở số 465 Bd.Preah Monawang, nay đã chuyển sang tại số 7 đường Suor Srun Oknha, Wat Botum, Phnôm Pênh, Campuchia.
Tổ chức khuyến khích và thúc đẩy việc sáng tác trong khi cung cấp các chương trình đào tạo và các cuộc thi. tác giả của hội đã cố gắng thúc đẩy một hướng đi mới cho nền văn học, giới thiệu các chủ đề mới, chẳng hạn như việc từ bỏ đạo đức không phù hợp với cuộc sống hiện đại, phát triển các thể loại mới, chẳng hạn như tân kịch và cung cấp các bản dịch thuật các tác phẩm kinh điển như Nghìn lẻ một đêm được xem là một phần của một thể loại "giáo khoa và đa dạng". Theo Smyth, việc thành lập Hội Nhà văn Khmer giúp hoàn thành việc "thể chế hóa nền văn học của người Khmer" như trong suốt thập niên 1960, nó trở thành phương tiện để sáng tác và xuất bản sách giáo khoa về nền văn học Campuchia và phê bình văn học. Vào thập niên 2000, trọng tâm của tổ chức đã thay đổi khi hội chỉ còn cung cấp các chương trình đào tạo về viết kịch thơ ca và phim ảnh.

## Lịch sử
Rim Kin (1911-1959), tác giả cuốn tiểu thuyết văn xuôi hiện đại đầu tiên được xuất bản tại Campuchia và là chủ tịch của hội nhiệm kỳ 1955-1957. Chỉ một trong mười thành viên sáng lập của tổ chức là nữ, Suy Hieng. Sam Thang và Hell Sumphea thay nhau kế nhiệm chức chủ tịch hội tiếp theo. Vào cuối thập niên 1950, Ly Theam Teng, thư ký hội đã xác lập thỏa thuận gửi xuất bản phẩm hai tháng liền của họ là Ecrivains Khmers ("Nhà văn Khmer") đến thư viện Quốc hội.
Năm 1970, theo lời chủ tịch hội Trịnh Hoành cho biết thì có 178 thành viên đại diện cho hầu hết những nhà văn Campuchia. Hoành vẫn giữ chức chủ tịch vào giữa thập niên 1970. Sau khi Khmer Đỏ lật đổ chế độ Cộng hòa Khmer, hội bị bãi bỏ dưới thời Campuchia Dân chủ và được tái lập vào năm 1993 bởi hai cựu thành viên là You Bo và Sou Chamran, với Quốc vương Norodom Sihanouk làm chủ tịch danh dự. Bo từng là Chủ tịch nhiệm kỳ 1994-1996, Chey Chap kế nhiệm ông, và Bo lại trở thành chủ tịch một lần nữa vào năm 1998.
Bắt đầu từ năm 1995, Hội Nhà văn Khmer đã tổ chức Liên hoan Văn học Khmer hàng năm. Nó cũng đã tổ chức cuộc thi dành cho các tác phẩm thơ và tiểu thuyết, cùng với việc đề ra hai giải thưởng: Giải Preah Sihanouk Reach và giải thưởng Bảy Tháng Một. Chủ đề của cuộc thi PSRA là quốc gia thống nhất và hòa bình, trong khi chủ đề của cuộc thi tháng một là phát triển quốc gia. Thiếu kinh phí, lễ hội và các giải thưởng không còn được tiếp tục duy trì từ sau năm 2000. Đến năm 2002, hội có khoảng 192 thành viên với khoảng một nửa là nhà văn chuyên nghiệp.

## Hội viên
Pal Vannariraks, nữ nhà văn Campuchia chuyên viết tiểu thuyết lấy đề tài tình cảm xã hội, đã giành giải thưởng đầu tiên trong một cuộc thi văn học Bảy Tháng Một năm 1989. Trong cuộc phỏng vấn tại trường đại học Campuchia năm 2009 với Noun Pichsoudeny mới 18 tuổi, là nhà văn sinh viên trẻ nhất Vương quốc Campuchia và là tác giả của bốn cuốn tiểu thuyết được xuất bản, cô ấy nói hiện cô đang là một thành viên của Hội Nhà văn Khmer.
Thành viên không giới hạn cho các cư dân của Campuchia. Nada Marinković (1921–1998), một nhà báo và nhà văn Nam Tư, xưa kia từng là một thành viên của hội. Pech Sangwawann, nhà văn viết truyện ngắn trước đây đã chạy trốn sang Pháp và thành lập "Hội Nhà văn Khmer Hải ngoại", từng là một thành viên lâu năm của Hội Nhà văn Khmer trước năm 1975.

## Bình phẩm
Một cuốn catalog liệt kê các tác phẩm năm 1966 của Hội Nhà văn Khmer bao gồm các thể loại Phật giáo Pali và Giáo pháp. Một số tác phẩm đặc trưng được thể hiện bởi những "trí thức hiện đại", có thể không đại diện cho quan điểm của tất cả Phật tử Khmer.